# Vándalo Salvaje
Vándalo Salvaje (en inglés: Vandal Savage) es un personaje ficticio, un supervillano que aparece en los cómics estadounidenses publicados por DC Comics. Salvaje es inmortal,[1] y ha plagado la Tierra con crimen y violencia desde antes del comienzo de la historia humana registrada. Él es un brillante táctico con inmensa destreza tecnológica. Es uno de los villanos más persistentes de DC y ha luchado contra cientos de héroes a lo largo de la historia. En 2009, Vándalo Salvaje fue clasificado como IGN 36º, el más grande villano de cómic de todos los tiempos.[2]
Vándalo Salvaje, bajo el nombre de "Curtis Knox", hizo su debut en vivo en Smallville, interpretado por Dean Cain. El personaje fue introducido más tarde en el Arrowverso de The CW donde fue interpretado por Casper Crump. Fue el principal antagonista de "Heroes Join Forces", el crossover entre la segunda temporada de The Flash y la cuarta temporada de Arrow, y durante la primera temporada de Legends of Tomorrow, más tarde apareciendo en un cameo en la cuarta temporada de esta última.

## Historial de publicación
Su primera aparición fue en Green Lantern # 10 (diciembre de 1944), y fue creado por Alfred Bester y Martin Nodell.

## Historia
En los días de la prehistoria, 50000 años a. C.; Vándalo Salvaje era un hombre de las cavernas llamado Vandar Adg, líder de una tribu cromañona denominada la Tribu de Sangre. En un momento determinado sufrió un baño de radiación de un meteorito misterioso, que le proporcionó un increíble intelecto e inmortalidad. Un miembro de la Tribu de los Osos, una tribu rival de la de Vandal, tuvo contacto con la misma radiación de este meteorito y se convirtió en el mayor enemigo de Savage, el Hombre Inmortal. Ambos disponen de la capacidad de resucitar cada vez que mueren lo que ha ocasionado incontables enfrentamientos entre los dos en los que han utilizado todo tipo de estrategias y que han finalizado de todas las maneras imaginables. De acuerdo con Lex Luthor, puede haber evidencia para sugerir que Savage fue el primer caníbal de la historia. Aunque Batman indicó que esto no era más que una broma, la afirmación de Luthor no fue aparentemente seria, en todo caso, Savage nunca ha mostrado consideración por la vida humana.
En el universo pre-crisis, Salvaje era nativo de la Tierra-2, pero como se ve en Action Comics # 516, miles de años en el pasado un mago le revela tanto la existencia futura de la Sociedad de la Justicia de América (incluso le muestra una batalla que tendría con ellos, con Hourman en sus filas), y la existencia de la Tierra-1.
La primera intervención de Vándalo Salvaje en la "historia" del Universo DC se produjo cuando él y un selecto grupo ficticio de personas atacaron y destruyeron la ciudad perdida de Atlantis.
Vándalo Salvaje afirma haber gobernado cientos de civilizaciones bajo cientos de nombres de gran relevancia histórica: Kefrén, Alejandro Magno, Julio César (aunque también ha afirmado haber participado en el asesinato de Julio César), Genghis Khan, Barbanegra, y Vlad el Empalador, entre otros muchos. También aterrorizó el Londres de la época victoriana como Jack el Destripador. También ha trabajado para personajes de la talla de Erik el Rojo, Napoleón Bonaparte, Ra's Al Ghul, Otto von Bismarck,Adolf Hitler y URRS. 

Durante la Edad de Oro de los cómics, Salvaje se enfrentó a la Sociedad de la Justicia de América en varias ocasiones. En una de ellas trató de capturar a los miembros de la Sociedad de la Justicia por venganza y colocarlos en animación suspendida usando tecnología desarrollada por el villano Onda Cerebral, pero se vio frustrado por los Flash de la Edad de Oro y de Plata (Jay Garrick y Barry Allen). Tras varios enfrentamientos más contra la SJA, Savage se convirtió en uno de los miembros fundadores de la Sociedad de la injusticia y fundó el grupo de villanos conocido como Tártaro. Debido a su historial de enfrentamientos puede considerarse como uno de los villanos principales de la SJA.

### Hombre Inmortal
Los enfrentamientos entre Vándalo Salvaje y el Hombre Inmortal acaban cuando el Hombre Inmortal se borra a sí mismo de la existencia para salvar al mundo durante la Crisis en Tierras Infinitas, es entonces cuando Mitch Shelley, el hombre la resurrección, un amnésico con poderes muy parecidos a los del Hombre Inmortal, toma el papel de principal antagonista de Savage. Sin embargo, la lista de enemigos de Savage no se limita a estos dos personajes. En su larga vida, Savage se ha enfrentado posiblemente con todos y cada uno de los héroes que pueblan el Universo DC, tanto los del pasado como los del presente y futuro. Especialmente con las distintas agrupaciones de la Sociedad de la Justicia de América y la Liga de la Justicia de América.El linterna verde original, Alan Scott (su primer oponente en los cómics, pero no en la línea temporal DC) ha sido presentado como uno de sus principales enemigos junto con el Flash original, Jay Garrick.
Se ha revelado que Salvaje se refiere a Hawkman como "la cucaracha".
En la actualidad, en el universo DC, la edad de Salvaje se estima en unos 52.000 años, aunque las cifras varían según la referencia, desde el millón de años de su primera aparición, a 37.000 años en números recientes de JSA: Clasificado.

### Saga DC Un Millón
En esta serie, se da a conocer que Vándalo Salvaje dispone de una base en el interior de la Esfinge de Egipto. En esta misma historia se muestra que fue durante una confrontación con el Detective Marciano cuando Vandal queda tuerto de su ojo izquierdo.
La historia de Vándalo Salvaje llega al menos hasta el año 85.271 d. C. Fecha en la cual Solaris planea eliminar al Superman original, que también ha llegado vivo hasta esta era. El plan es abortado por la acción conjunta de JLA de varias corrientes temporales, Vándalo trata de viajar en el espacio utilizando unos guantes espacio-temporales, sin embargo, su viaje acaba en Montevideo en el siglo XXI segundos antes de que la ciudad sea destruida por una armadura cohete roja transportaba una carga nuclear, una acción que, irónicamente, fue ordenada por el propio Vándalo Salvaje (Salvaje era la esperanza de usar los guantes para viajar solo a través del espacio y llegar a la Metropolis del siglo 853). Según parece Vándalo fue engañado por Cronos, en represalia por una aventura anterior. En ningún caso se confirma la muerte de Vándalo Salvaje debido a la explosión nuclear.

### En la miniserie de Villanos Unidos Tie Ins de Crisis Infinita
Vándalo Salvaje se ha visto en los dos últimos temas de Villanos Unidos. Originalmente Salvaje era miembro de la sociedad de Lex Luthor, pero abandonó la Sociedad y le dijo a Lex no en contacto con él por cualquier motivo después de Luthor le lanzó fuera de dar la bienvenida a otros menos competentes que los nuevos reclutas. También es posible que los vándalos dejar de fumar porque su hija Escándalo Salvaje estaba trabajando en contra de la sociedad como parte de los Seis Secretos. Cuando la Sociedad de la presentación de una emboscada de la final contra los Seis, Savage amenazó con matar a Luthor, si no cancelar el ataque, diciendo que no podía permitir que nadie hacer daño a su hija. Esto fue demostrado que se debe más a motivos ulteriores que el amor paternal, al igual que en cuestión de tres de los seis Secret miniserie fue revelado que Vándalo Salvaje quiere que su hija a un heredero con Catman, y ha sido poner recompensas por las cabezas de seis secreto como una advertencia de lo que sucederá a su amante, el golpe de gracia, si lo rechaza.

### Flash y JSA
Vándalo Salvaje era visto como líder de una secta apocalíptica. Se intentó utilizar un dispositivo para tirar de un asteroide en la Tierra, pero fue lanzado al espacio con el asteroide cuando el flash invierte la polaridad del dispositivo. Finalmente, el asteroide cayó en la Tierra con Savage, que encontró su poder disminuido considerablemente y de haber vivido lo que él llamó el peor año de su vida. Su inmortalidad completamente agotada, todavía es capaz de sobrevivir a las heridas de otro modo fatal, pero un tumor cerebral y una fuerte decadencia de su función biológica se lo llevó a una muerte rápida, con un tiempo de vida estimado de once días. Savage tratado de captar Alan Scott como cebo para él con una grotesca (y disfrazado) clon Wesley Dodds, quien, de hecho, era su propio clon. Después de un fallido intento de robar el ADN de Scott, Savage se quedó solo en los escombros de su base secreta anterior. Consciente de que su clon se podría considerar su propia descendencia, y que la sangre de sus descendientes siempre ha renovado su fuerza, Savage cocinaban y comían su clon, la renovación de sus energías al menos por un año.
Vuelve salvaje en el arco de la historia primera de la nueva Sociedad de la Justicia de América, el cerebro detrás de un grupo de villanos con superpoderes orientación neonazi de los herederos de varios linajes de superhéroe Edad de Oro, en la creencia de que la eliminación de los linajes eliminará los legados de los héroes y le permitirán para continuar su objetivo de remodelar el mundo según sus propios deseos. En el número 4, después de una batalla con el Lince y su hijo recién descubierto, Savage es derrotado cuando son golpeados por un camión de bomberos. Más tarde, vuelve a aparecer en la Atlántida, donde reveló que han estado detrás de las atrocidades cometidas en Sub Diego y la ocupación Negro Manta de la ciudad.

### Salvation Run
Vándalo Salvaje fue uno de los villanos encarcelados en el "Planet Hell" de la salvación, en Ejecutar. Afirma que han desconcertado a la mecánica de funcionamiento del planeta y utiliza este conocimiento para localizar una "zona segura" sin que ninguno de los depredadores que vagan por el resto del mundo. Tiene la intención de aparearse con los supervillanos de la mujer en su grupo, y producir una progenie inmortal. Él ha aplacado algunos de los más voluntad de las mujeres (como fobia y Cheetah) con la promesa de cada uno de ellos que llegarán a su reina, cuando gobierna el planeta. En última instancia, Vándalo Salvaje se escapa a la Tierra junto con el resto de los villanos encarcelados a raíz de un ataque de Parademonios enviado por Desaad (que utiliza el planeta como un campo de entrenamiento).

### Crisis Final
Después de regresar a la Tierra, en la Final Crisis Vándalo Salvaje se coloca en el círculo íntimo de la nueva sociedad de Libra. Como le dice a Lex Luthor, Vandal está dispuesto a seguir Libra, a cambio de deseo de su corazón, el fin de su aburrimiento.
En Crisis Final: Revelaciones, la Orden de la piedra (los seguidores de Caín) viene en posesión de la lanza del destino. Más tarde, un grupo de seguidores encabezados por la hermana Wrack entrar en la tienda Vándalo Salvaje. Se lanzan la lanza del destino en el cuerpo de vándalo. Así Caín renace en él, y está de acuerdo para llevar a los seguidores a castigar el espectro de la marca a causa de su antiguo delito. La utilización de la Lanza, Caín es capaz de separar el espectro de su huésped humano, y hacerlo su esclavo. planes de Caín se deshacen por Renee Montoya, que se las arregla para robar la lanza y reunir el espectro con su anfitrión. El espectro, prohibida por Dios para matar a Caín, en cambio le condena a caminar por la Tierra, no puede disfrazarse, ser siempre vilipendiado y perseguido por el resto de la raza humana y la denegación de descanso hasta que Dios diga lo contrario.

### The Insiders
El equipo de superhéroes conocido como el de afuera entran en conflicto con un misterioso grupo que se hacen llamar los iniciados, que están rastreando los fragmentos del meteorito que concedió su inmortalidad a Vándalo Salvaje En última instancia, reveló que la Insiders eran miembros de la tribu de Salvaje, que también fueron expuestos a los meteoritos y se ganó la inmortalidad. Vándalo Salvaje (que aún posee la marca de Caín) forma una alianza temporal con Ra's Al Ghul inmortal compañeros para frustrar el plan del grupo.

## Poderes y habilidades
Desde la exposición a una radiación inusual generada por un meteoro estrellado, Salvaje ha sido inmortal desde el punto de vista funcional y biológico, y ha permanecido inactivo durante más de cincuenta mil años. También estaba dotado de capacidades de regeneración metahumana, aunque esta habilidad se retrata de forma intermitente entre permitirle recuperarse de las lesiones sufridas o simplemente permitirle sobrevivir a cualquier cosa que pueda matarlo; Incluso es capaz de emborracharse como cualquier humano normal. La radiación también mejoró la fuerza, la resistencia y la velocidad de Salvaje, y mejoró su intelecto a niveles por encima del promedio. Salvaje todavía siente dolor, pero con el tiempo ha desarrollado una gran resistencia a él. Su larga vida útil le ha permitido obtener una amplia gama de conocimientos en una variedad de campos, además de otorgarle una gran influencia sobre el mundo en general y la comunidad de villanos en particular. Desde una experiencia reciente cuando fue atrapado en un asteroide, la inmortalidad de Salvaje se ha debilitado, obligándolo a canibalizar a sus propios hijos y clones como una forma de reponer su energía.
Historias recientes han revelado que Salvaje sufría de cáncer cuando adquirió su inmortalidad. Como resultado, mientras que las células cancerosas en su cuerpo naturalmente no pueden matarlo, le causan dolor intermitente a lo largo de su vida, Salvaje no puede eliminarlas, ya que se considera que son una parte tan importante de su cuerpo como su tejido sano.
Se afirma que Vándalo Salvaje es Caín, el primer asesino, y como tal puede ser tan viejo como toda la raza humana. Llevó brevemente la Marca de Caín, una cicatriz metafísica con un patrón en forma de cruz que desfiguraba su rostro, hasta que se la pasó a Reneé Montoya. Aunque la marca puede ser suprimida por la fuerza de voluntad y por el reconocimiento de los defectos y fallas de uno, Vándalo Salvaje nunca se dio cuenta, en lugar de tratar de forzar la marca en otras personas.
En la línea argumental de DCnU, se reveló que el meteoro irradiado le dio a Salvaje su inmortalidad y su físico aumentado fue de origen kryptoniano. Im-El, un antepasado de Kal-El, logró evitar un evento de impacto cataclísmico al enviar el asteroide hacia la Tierra prehistórica. Un fragmento del asteroide fue lo que le dio a Salvaje su físico reforzado e inmortalidad, y también tuvo el efecto de otorgar a la progenie de su línea familiar con extraños poderes y habilidades incluidas. Cuanto más se acercara el asteroide de Salvaje al planeta, más se intensificarían estos poderes, hasta el punto de que Salvaje pudo herir a un debilitado Superman. El alcance de todas estas nuevas habilidades que se le otorgaron no se exploró completamente, ya que el cometa fue expulsado antes de que pudiera ser explorado en mayor profundidad.

## Niños
Ser inmortal no ha alejado a Vándalo Salvaje de la procreación. Escándalo Salvaje es su hija y la única de sus hijos que él considera su heredero. Él la ha entrenado en combate desde que era pequeña. Scandal es una miembro de los Seis Secretos y según sus propias palabras es "condenadamente difícil de matar". El demonio Grendel es también uno de los hijos Vándalo Salvaje, alegando a Vándalo Salvaje "montar a la bestia de la cueva de mi madre". Se refiere a los vándalos como Caín el primer asesino.

## Elseworlds
Vándalo Salvaje era el villano en el Batman 1997 Elseworlds serie limitada: The Dark Knight dinastía. En esta historia, Savage está obsesionado con recuperar el meteorito que le dio la inmortalidad, creyendo que va a revelar por qué se convirtió en lo que tiene. Durante siglos, se encuentra opuesto a los miembros de la familia Wayne largo de la historia, comenzando por la Edad Media caballero Sir Joshua de Wainwright, a lo contemporáneo de Bruce Wayne (Vandal salvó a los padres de Bruce desde el asalto que dejó en la "historia real", pero los mataron cuando Bruce era un adulto y garantizar que no le impidió volver a poseer el meteoro, solo para él y Bruce a morir al caer a la Tierra después de una batalla en el espacio), a Brenda futurista Vice President Wayne. Al término de esta última batalla, los vándalos se quedó a la deriva por el espacio sobre el meteoro, decidido a aprender el propósito de su vida.
Otra historia Elseworld, punto de inflamación, había Savage funcionamiento de un espacio de exploración de la corporación con la ayuda de los lisiados Barry Allen. Trató de utilizar la tecnología robada de J'onn J'onzz para matar a la humanidad (que quería suicidarse en el más grandioso manera posible), pero fue asesinado por Barry Allen, quien sacrificó su vida para impedir que el dispositivo exóticas.
En la serie limitada Kingdom Come, Vándalo Salvaje es un miembro de la Humanidad Lex Luthor Frente de Liberación, pero es capturado por Batman y sus aliados cuando llega mutilado por la versión que la línea de tiempo de Lince.

## En otros medios

### Televisión

#### Animación
- Vándalo Salvaje se ve en varios episodios de la serie animada Justice League, con la voz de Phil Morris. En esta versión, además de ser un inmortal sin edad, Salvaje también tiene poderes regenerativos sobrehumanos, lo que le permite curar y regenerar cualquier daño instantáneamente para no dejar rastro de daño. Su origen es el mismo que el de su contraparte de cómics, excepto, como se reveló en el episodio "Dama de honor", que su edad es la mitad de eso en los cómics: 25.000 años. Aparece por primera vez en "The Savage Time", donde el futuro de Vándalo se remonta en el tiempo y le da su tecnología pasada para ayudar a los alemanes a ganar la Segunda Guerra Mundial. Sus planes son frustrados por la Liga de la Justicia, junto con la ayuda de los Blackhawks y Easy Company. Luego aparece en "Maid of Honor", donde dice ser su propio nieto y está comprometido con la Princesa Audrey para convertirse en el gobernante de Kasnia, que busca el mando de un cañón de riel satélite antes de que sea destruido por la Liga de la Justicia. El episodio de dos partes "De aquí en adelante" presenta una versión de Savage de un futuro alternativo, en la que logró destruir toda la vida en la Tierra. Habiendo vivido solo durante 30,000 años, lamenta sus acciones anteriores. Trabajando con un tiempo desplazado de Superman, que aparentemente fue asesinado por el Superman Revenge Squad unos meses antes de que Vándalo destruyera a la humanidad, pero en su lugar fue enviado a este futuro, Vándalo puede restablecer la línea de tiempo enviando al Hombre de Acero al siglo XX a través de su nueva máquina del tiempo. Él no podía hacer esto por sí mismo ya que la máquina le impedía volver a un tiempo en el que ya existía. Como resultado de la reinicialización de la línea de tiempo y de que se deshizo su destrucción de la vida en la Tierra, el futuro alternativo Vándalo Salvaje agradeció a su amigo, Superman, antes de ser borrado de la existencia, finalmente en paz con su nueva redención.
- Vándalo Salvaje aparece en Young Justice, con la voz de Miguel Ferrer en las dos primeras temporadas y David Kaye en la temporada 3 debido a la muerte del primero. Aparece como miembro L-1 de "The Light" (Junta de Directores del Proyecto Cadmus). En el programa, Vándalo es un antiguo neanderthal y tiene 3 cicatrices faciales, que obtuvo después de haber sido mutilado por un oso gigante, antes de adquirir sus poderes de inmortalidad y de curación acelerada.

#### Acción en vivo
- Danny Bilson y Paul DeMeo habían expresado interés en presentar a Vándalo Salvaje en el programa de The Flash TV de 1990 si la serie hubiera sido elegida para una segunda temporada.[1]
- Durante la temporada 7 de Smallville en el episodio llamado "The Cure", el personaje del Dr. Curtis Knox (interpretado por Dean Cain) es un inmortal que ha vivido durante siglos bajo diversos nombres, y de hecho ha sido personajes históricos como Napoleón Bonaparte y Jack el Destripador, además de ser un miembro aparente del Partido Nazi. El personaje fue originalmente mencionado como Vándalo Salvaje en el guion, pero el estudio les dijo a los productores que no podían usar ese nombre. Sin embargo, todavía está implícito que el personaje de Knox es Vándalo Salvaje usando un alias. Esta noción se refuerza años más tarde cuando el personaje de Vándalo Salvaje usa el alias Curtis Knox en un episodio de Legends of Tomorrow.[2]
- En el Arrowverso, Vándalo Salvaje es interpretado por Casper Crump. Esta versión del villano ha tenido su historia de origen combinada con la del personaje Hath-Set.[3] Hath-Set es un sacerdote egipcio que mata al Príncipe Khufu y la Sacerdotisa Chay-Ara. Los tres están expuestos a la materia oscura de los meteoritos, más tarde se reveló que se originaron en Thanagar, que otorga a la inmortalidad de Hath-Set y a Khufu y Chay-Ara la capacidad de reencarnar.[4] Durante 4,000 años, como Vándalo Salvaje, mata a cada una de las encarnaciones de Khufu y Chay-Ara a lo largo de la historia para conservar su inmortalidad. Sirve como mentor de algunos de los más grandes conquistadores de la historia y acumula una gran cantidad de conocimientos sobre muchos temas.
  - Salvaje es el principal antagonista de "Heroes Join Forces", el segundo cruce anual entre The Flash (2x08) y Arrow (4x08). Intenta obligar a Flash y Flecha Verde a entregar las encarnaciones actuales de Khufu y Chay-Ara, Carter Hall y Kendra Saunders, amenazando con destruir Star City y Central City con el personal de Horus. Él tiene éxito, y la mayoría de los héroes y sus equipos mueren, pero Flash sobrevive, viaja en el tiempo y advierte a Flecha Verde. Cuando los eventos se desarrollan por segunda vez, los héroes derrotan a Salvaje, y el personal lo reduce a cenizas. Sus cenizas son recogidas más tarde por Malcolm Merlyn, quien afirma que Salvaje ahora le debe una deuda.
  - Salvaje regresa como el principal antagonista de la primera temporada de Legends of Tomorrow.[5] Con Salvaje destinado a conquistar el mundo alrededor de 2166, el maestro del tiempo, Rip Hunter reúne un equipo para rastrearlo a través de varios puntos de la historia, que van desde el pasado y el futuro, intentando limitar a sus aliados y eliminar sus recursos. Hunter revela que no se puede matar a Salvaje para siempre a menos que Hawkgirl asesta el golpe mortal con una daga que Chay-Ara estaba sosteniendo en el momento de su primera muerte. Después de que el equipo lo ha estado persiguiendo por varios períodos de la historia tratando de limitar sus poderes, se enteran de que Salvaje está trabajando con los otros Maestros del Tiempo que lo ven como el único que puede evitar que ocurra una invasión Thanagarian después de 2166. Después de que las Leyendas destruyen a los Maestros del Tiempo, Salvaje se pone en contacto con dos versiones anteriores de él mismo y busca crear una compleja paradoja temporal mediante la detonación de tres meteoritos tanagáricos en tres ocasiones diferentes. Sin embargo, la exposición a la radiación hace que Salvaje sea mortal, dejándolo a él y su pasado abierto para ser asesinado por Rip y el equipo en el final de temporada. El equipo luego destruye los meteoritos, desbaratando el plan de Salvaje. En la cuarta temporada, Salvaje aparece en el infierno, donde después de haber sido aparentemente asignado a torturar a Ray Palmer, se ha hecho amigo de él y se ha encariñado con las Leyendas después de su muerte.

### Película
- Vándalo Salvaje aparece como el principal antagonista en la película animada Justice League: Doom con Phil Morris retomando su papel de la serie animada Justice League.[6]
- Vándalo Salvaje aparece en la película de animación Lego DC Comics Super Heroes: Justice League: Cosmic Clash, con la voz de Phil Morris. Después de que Brainiac dispersa la Liga de la Justicia a través del tiempo, Batman y Flash usan la Rueda Cósmica en viajar a la Edad de Piedra para encontrar a la Mujer Maravilla. El Vándalo de esa línea de tiempo (que aún no ha experimentado al Meteorito que le dio su intelecto e inmortalidad) esclavizó a varias mujeres en la cueva con la esperanza de formar un imperio con ellas, hasta que la Mujer Maravilla (que tenía sus recuerdos deformados para estabilizar la línea de tiempo) llegó para desterrarlo. sus guerreros masculinos. Vándalo es entonces visto por Batman sosteniendo a una mujer de las cavernas como rehén. Cuando Batman libera al rehén, ella captura a Vándalo y Batman, y los lleva a Mujer Maravilla para asarlos en un pozo de lava. Batman logra liberarlo a él y a Vándalo de las restricciones y Vándalo se escapa. El día de hoy, Vándalo se puede ver junto con Cheetah al comienzo de la película, arrestado por la Liga de la Justicia y forzado a entrar en un coche de la policía.
- Vándalo Salvaje aparece en Suicide Squad: Hell to Pay, con la voz de Jim Pirri. Se menciona que sus orígenes son los mismos que son, con él recibiendo su intelecto sobrehumano e inmortalidad de la radiación de un meteorito. También se menciona que adoptó los nombres de varios tiranos en la historia (como Alejandro Magno, Julio César y Genghis Khan). Es el padre de Scandal Savage. También parece que él no tiene en cuenta la felicidad de su hija, como se demuestra al ordenar a sus hombres que disparen mortalmente a la amante de Scandal, Knockout, y la hirió aún más cuando Scandal le pidió ayuda para salvarla. En la película, él persigue la tarjeta "Get Out of Hell Free", a pesar de ser inmortal; para que él pueda evitar la condenación y pasar su vida futura en el cielo. Durante la confrontación en su residencia, el Escuadrón Suicida cuestionó su deseo por la tarjeta, afirmando que era inmortal y que no la necesita. Más tarde, Vándalo reveló que a pesar de su inmortalidad, ha tenido muchas experiencias cercanas a la muerte en la última década que nunca en los milenios anteriores, debido a la existencia de metahumanos. Esto lo llevó a la conclusión lógica de que, a pesar de su inmortalidad, la muerte es inevitable; incluso para el. El tiene al Profesor Pyg de plantar quirúrgicamente la tarjeta dentro de su cuerpo para evitar que alguien la obtenga, y posicionarla de tal manera que cualquier intento de obtener la tarjeta lo mataría instantáneamente, por lo que agotaría la tarjeta de forma instantánea. Aparentemente muere cuando el Profesor Zoom retira la carta de su cuerpo al vibrar y pasar su mano por el pecho de Salvaje.

### Videojuegos
- Vándalo Salvaje aparece en DC Universe Online, con la voz de Brian Talbot.
- Vándalo Salvaje aparece como un personaje jugable en el paquete de contenido descargable de DC TV Super-Villains en Lego DC Super-Villains.